# خط أمامي
الخط الأمامي هو أبعد مراكز تواجد الأسلحة والأفراد داخل أرض المعركة سواء كانت معركة برية أو بحرية، ويُضاف إلى هذا المُصطلح مُصطلحين آخرين واسعي الانتشار في العقيدة العسكرية الأمريكية، وهما؛ الخط الأمامي لقواتنا (بالإنجليزية: Forward Line of Own Troops أو FLOT) والحد الأمامي لأرض المعركة (بالإنجليزية: Forward Edge of Battle Area أو FEBA) وهما مصطلحان تقنيان لتحديد أبعد تواجد للقوات الصديقة داخل أرض المعركة خلال لحظة معينة من النزاع المسلح، كما يمتد المصطلحان كذلك لتغطية أماكن تواجد قوات المراقبة والقوات الاستطلاعية، على الجانب الآخر، فهناك مصطلح الخط الأمامي للقوات المعادية (بالإنجليزية: Forward Line of Enemy Troops أو FLET)، والذي يمثل في الوقت نفسه الحد الأمامي لأرض المعركة من وجهة النظر المعادية.
وخلال الحرب العالمية الأولى، أمكن تحديد الخطوط الأمامية وحدود أرض المعركة بالعين المجردة عن طريق ملاحظة الخنادق المنتشرة، كما هو الحال في فرنسا وبلجيكا على سبيل المثال، وهو ما يختلف عن النزاعات العسكرية الحالية في ظل الاعتبارات العسكرية الجديدة والتي لم تعد تقتصر على النزاع العسكري فحسب، بل امتدت إلى الحروب فكرية داخلية وإضعاف الجبهات الداخلية من خلال الترويج لمناهج فكرية جديدة، أو ما يُعرف باسم حرب بين الناس (بالإنجليزية:War Amongst the People)، والتحديات الجديدة التي يواجهها الجنود في الحروب الحديثة والمُتمثلة في ضرورة إتمام ثلاثة أنواع من العمليات؛ كالعمليات العسكرية وحفظ السلام وتقديم المساعدات الإنسانية داخل مساحة محدودة من الأرض، أو ما يُعرف باسم حرب الكتلات الثلاثة (بالإنجليزية:Three Block War)، علاوة على اتساع مجال الخطر خاصة خلال مواجهات الميليشيات المسلحة وأثناء حرب العصابات.
ومن ثمّ أصبحت مصطلحات FLOT وFEBA وFLET هي أكثر المطلحات استخدامًا الآن داخل السياق العسكري في الوقت الذي انحصر وصف الخط الأمامي فيه إلى مجرد الإشارة لمناطق النزاع العسكري المعين في أي مكان بطول خط المواجهة.

## طالع أيضًا
- مقدمة (عسكرية)
- مؤخرة (عسكرية)

## وصلات خارجية
- (بالإنجليزية) Which way to the FEBA? نسخة محفوظة 14 أكتوبر 2012 على موقع واي باك مشين., Maj John M. Fawcett, Jr., USAF, Airpower Journal